# Alopecosa farinosa
Alopecosa farinosa is een spinnensoort uit de familie van de wolfspinnen (Lycosidae).
De wetenschappelijke naam van de soort werd in 1937 als Lycosa farinosa gepubliceerd door Ottó Herman.